# Tagliolo Monferrato
Tagliolo Monferrato é uma comuna italiana da região do Piemonte, província de Alexandria, com cerca de 1.457 habitantes. Estende-se por uma área de 25,91 km², tendo uma densidade populacional de 56 hab/km². Faz fronteira com Belforte Monferrato, Bosio, Casaleggio Boiro, Lerma, Ovada, Rossiglione (GE),Silvano d'Orba.
Uma das suas características é o Castello di Tagliolo, com mais de mil anos.

## Demografia
| Variação demográfica do município entre 1861 e 2011                               |
|                                                                                   |
| Fonte: Istituto Nazionale di Statistica (ISTAT) - Elaboração gráfica da Wikipedia |